# Battle at Big Rock
A Battle at Big Rock egy 2019-es amerikai rövidfilm, mely a Jurassic Park filmsorozat része és a Jurassic World-filmek spin-off rövidfilmje. A Jurassic World: Bukott birodalom és a Jurassic World: Világuralom között játszódik. A filmet Colin Trevorrow rendezte. 

## Cselekmény
A rövidfilm egy kempingező családot mutat be, kik részesei lesznek több dinoszaurusz összecsapásának.

## Szereplők
| Szereplő | Színész                 |
| -------- | ----------------------- |
| Dennis   | André Holland           |
| Mariana  | Natalie Martinez        |
| Kadasha  | Melody Hurd             |
| Mateo    | Pierson Salvador        |
| Greg     | Chris Finlayson         |
| baba     | Noah Cole és Ethan Cole |

## Dinoszauruszok a filmben
- Allosaurus
- Nasutoceratops

A stáblista közbeni jelenetekben:
- Compsognathus
- Stegosaurus
- Parasaurolophus
- Mosasaurus
- Pteranodon